# A Nemzeti Hangversenyterem orgonája
Budapesten, a Müpa Bartók Béla Nemzeti Hangversenytermi orgonája ötmanuálos, 92 regiszteres orgona, Európa egyik legnagyobb koncerttermi orgonája.

## Felépítése
Az orgona 92 regiszteres, 5 manuálos. Sípjai: 5498 ajaksíp (ebből 5028 ón- és 470 fasíp, melyek lucfenyőből és jávorfából készültek), valamint 1214 nyelvsíp. A pedálmű kétoldalt, a főmű és a szólómű középen elől, a redőnyözhető pozitív- és a redőnymű pedig középen hátul helyezkedik el. Két játszóasztala van, az egyik mechanikus, a másik elektromos vezérlésű (ld. traktúra). Henger is az orgonista rendelkezésére áll, a crescendo menete szabályozható.
Az orgona memóriája 10 000 kombináció eltárolására képes, a kombinációkat pedig külső USB modulra lehet menteni, illetve onnan visszatölteni. Az orgonába épített elektronika képes felvenni és visszajátszani az orgonista játékát, így lehetőség nyílik többek között arra, hogy az orgonista a darabok regisztrációját külső hallgatóként saját maga bírálja felül. További beépített funkció a sostenuto, melyet bekapcsolva (a zongora középső pedáljához hasonlóan) az előre vagy újonnan lenyomott akkord annak felengedése után is tovább szól. A pedál osztható, az osztásponttól lefele a pedálmű saját regiszterein, míg attól felfele a kopulázott manuál regiszterein lehet játszani.

## Készítők
Az orgona megépítésére 2003-ban az Arcadom Rt. nemzetközi pályázatot írt ki, amit a Werkstätte für Orgelbau Mühleisen GmbH  és a Pécsi Orgonaépítő Manufaktúra Kft. nyert meg. Az orgonaépítés művészeti szakértője Baróti István és Fassang László volt.

## Diszpozíció
| Pedal | I. Grand Orgue | II. Positif expressif | III. Récit expressif | IV. Solo | V. Chamade |
| --- | --- | --- | --- | --- | --- |
| 1 Majorbass 32' 2 Soubasse 32' 3 Principalbass 16' 4 Contrebasse 16' 5 Violon 16' 6 Soubasse 16' 7 Grossquinte 102/3' 8 Octavbass 8' 9 Gedackt 8' 10 Cello 8' 11 Octave 4' 12 Tibia 4' 13 Tercsept 2x 62/5' 14 Zinck 3x 51/3' 15 Compensum 7x 22/3' 16 Mixtur 4x 22/3' 17 Bombarde 32' 18 Bombarde 16' 19 Basson 16' 20 Trompete 8' 21 Clairon 4' | 30 Montre 16' 31 Principal 8' 32 Flûte harmonique 8' 33 Gamba 8' 34 Bourdon 8' 35 Praestant 4' 36 Rohrflöte 4' 37 Quinte 22/3' 38 Superoctave 2' 39 Cornet 2-5x 8' 40 Mixtur 5-7x 22/3' 41 Cimbel 4-5x 11/3' 42 Trompete 16' 43 Trompete 8' 44 Trompete 4' | 60 Quintatön 16' 61 Principal 8' 62 Cor de nuit 8' 63 Flûte traversière 8' 64 Salicional 8' 65 Unda maris 8' 66 Praestant 4' 67 Flûte conique 4' 68 Quinte 22/3' 69 Doublette 2' 70 Terz 13/5' 71 Larigot 11/3' 72 Piccolo 1' 73 Septnone 2x 8/9' + 11/7' 74 Mixtur 4-6x 2' 75 Basson 16' 76 Dulzian 16' 77 Trompette 8' 78 Cromorne 8' 79 Clarinette 8' | 90 Violon 16' 91 Gedeckt 16' 92 Geigenprincipal 8' 93 Flûte harmonique 8' 94 Bourdon à cheminée 8' 95 Gamba 8' 96 Aeoline 8' 97 Voix céleste 8' 98 Violine 4' 99 Flûte octaviante 4' 100 Nasard 22/3' 101 Octavin 2' 102 Tierce 13/5' 103 Progressio 2-4x 2' 104 Cymbale 4x 1' 105 Bombarde 16' 106 Trompette harmonique 8' 107 Basson-Hautbois 8' 108 Voix humaine 8' 109 Clairon harmonique 4' | 120 Rohrbourdon 16' 121 Principale 8' 122 Konzertflöte 8' 123 Voce humana 8' 124 Nasard 51/3' 125 Octave 4' 126 Tierce 31/5' 127 Septième 22/7' 128 Flûte 2' 129 Sesquialtera 22/3' + 13/5' 130 Plein jeu 3-5x 22/3' 131 Cor anglais 8' 132 Tuba mirabilis 8' | 150 Chamade 16' 151 Chamade 8' 152 Chamade 4' |
| 22 P+IV m. 23 P+III m. 24 P+II m. 25 P+I m. | 45 I+IV m. 46 I+IV e. 47 I+III m. 48 I+III e. 49 I+II m. 50 I+II e. | 80 Tremulant II. 81 II+III m. 82 II+III e. 83 II+IV m. 84 II+IV e. | 110 Tremulant III. 111 III+IV m. 112 III+IV e. | 133 Walze 134 Koppeln aus Walze 135 Mixturen aus Walze 136 Zungen aus Walze 137 P+IV e. 138 P+III e. 139 P+II e. 140 P+I e. | 153 IV+V 154 III+V 155 II+V 156 I+V 157 P+V 158 IV+IV 4' 159 IV+IV 16' 160 III+III 4' 161 III+III 16' 162 II+II 4' 163 II+II 16' 164 I+IV 4' 165 I+IV 16' 166 I+III 4' 167 I+III 16' 168 I+II 4' 169 I+II 16' 170 P+IV 4' 171 P+III 4' |

- m. = mechanikus, e. = elektronikus kopula

## Képek az orgonáról

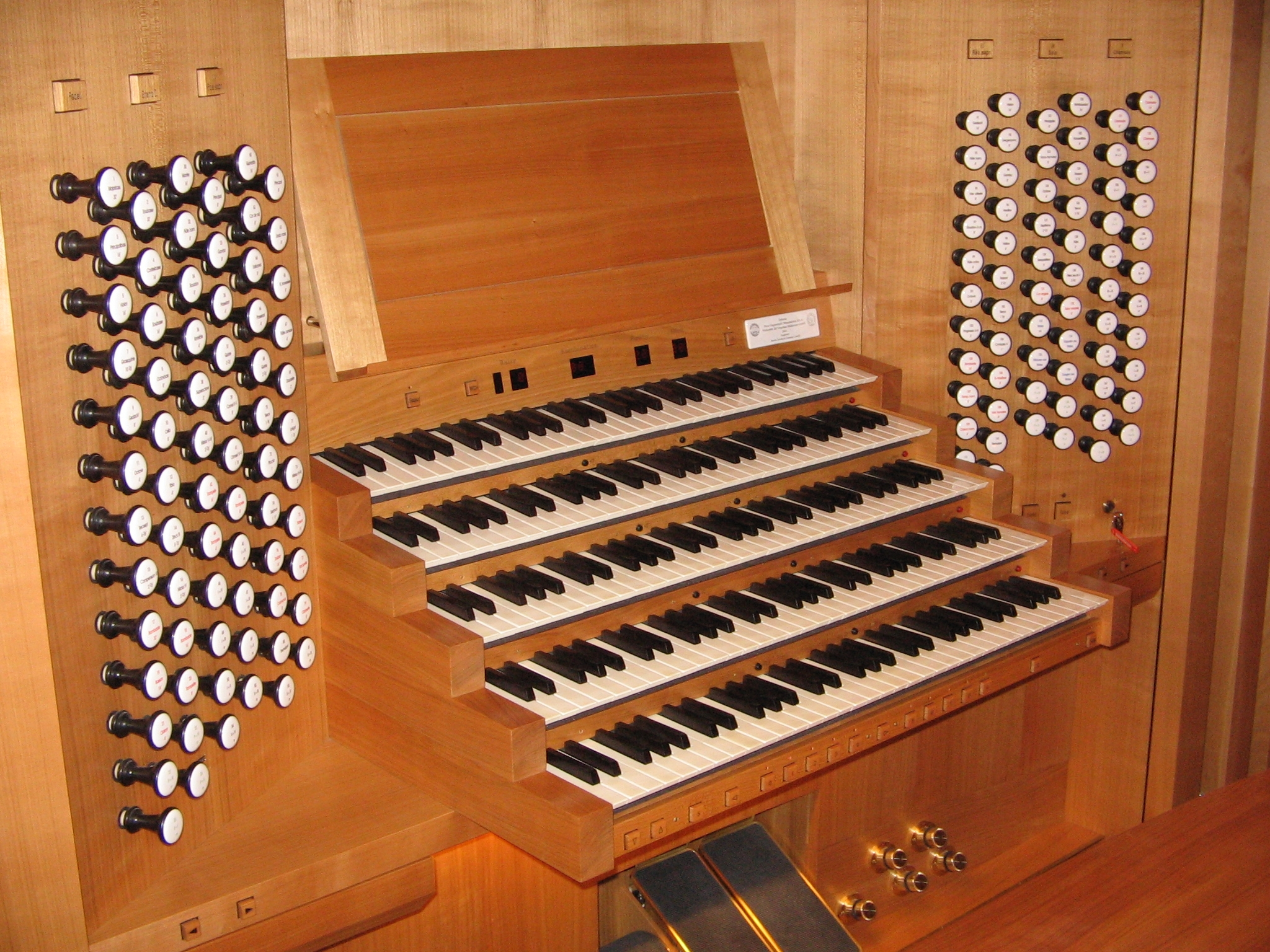
A mechanikus játszószekrény
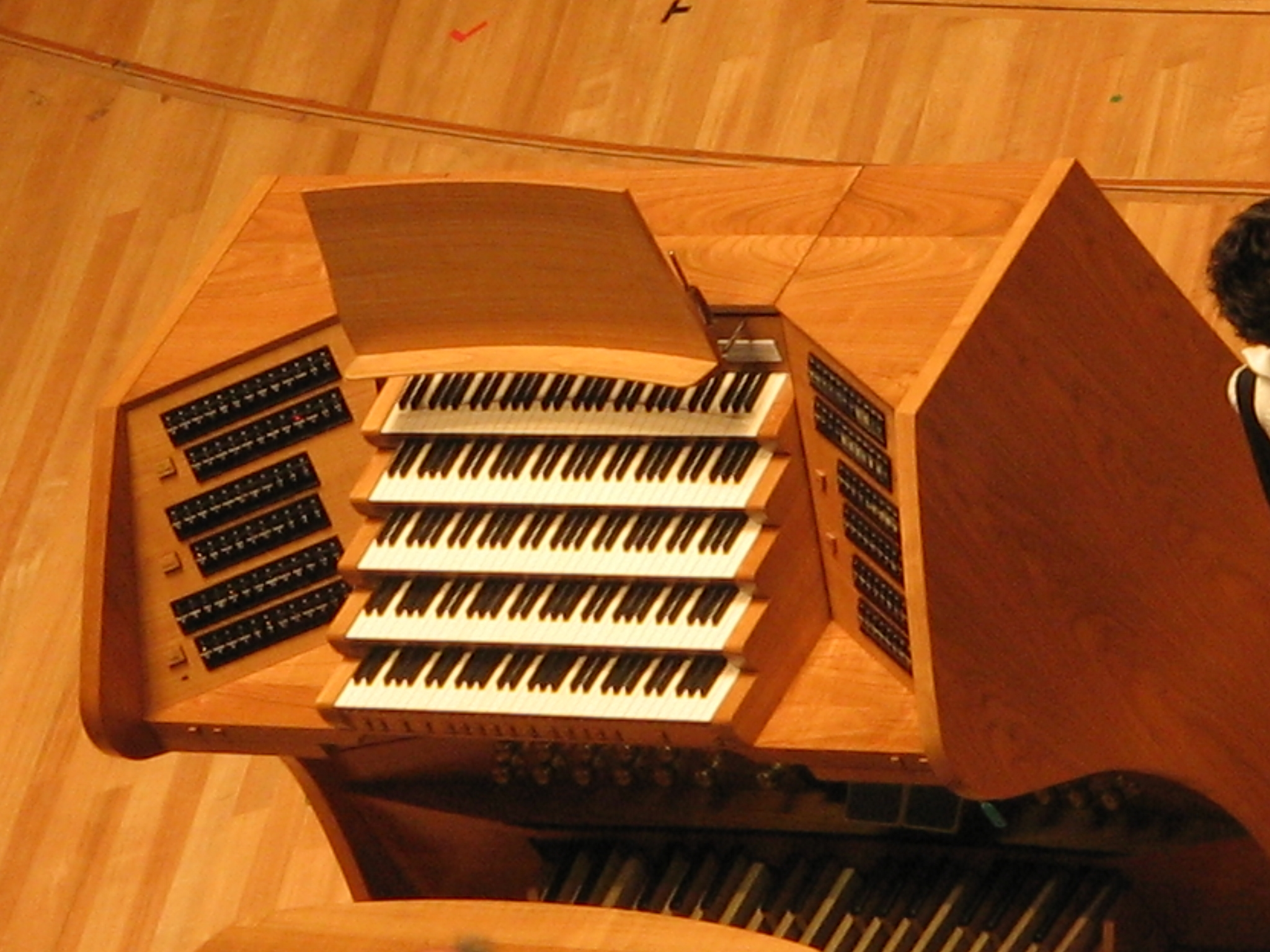
Az elektromos játszóasztal
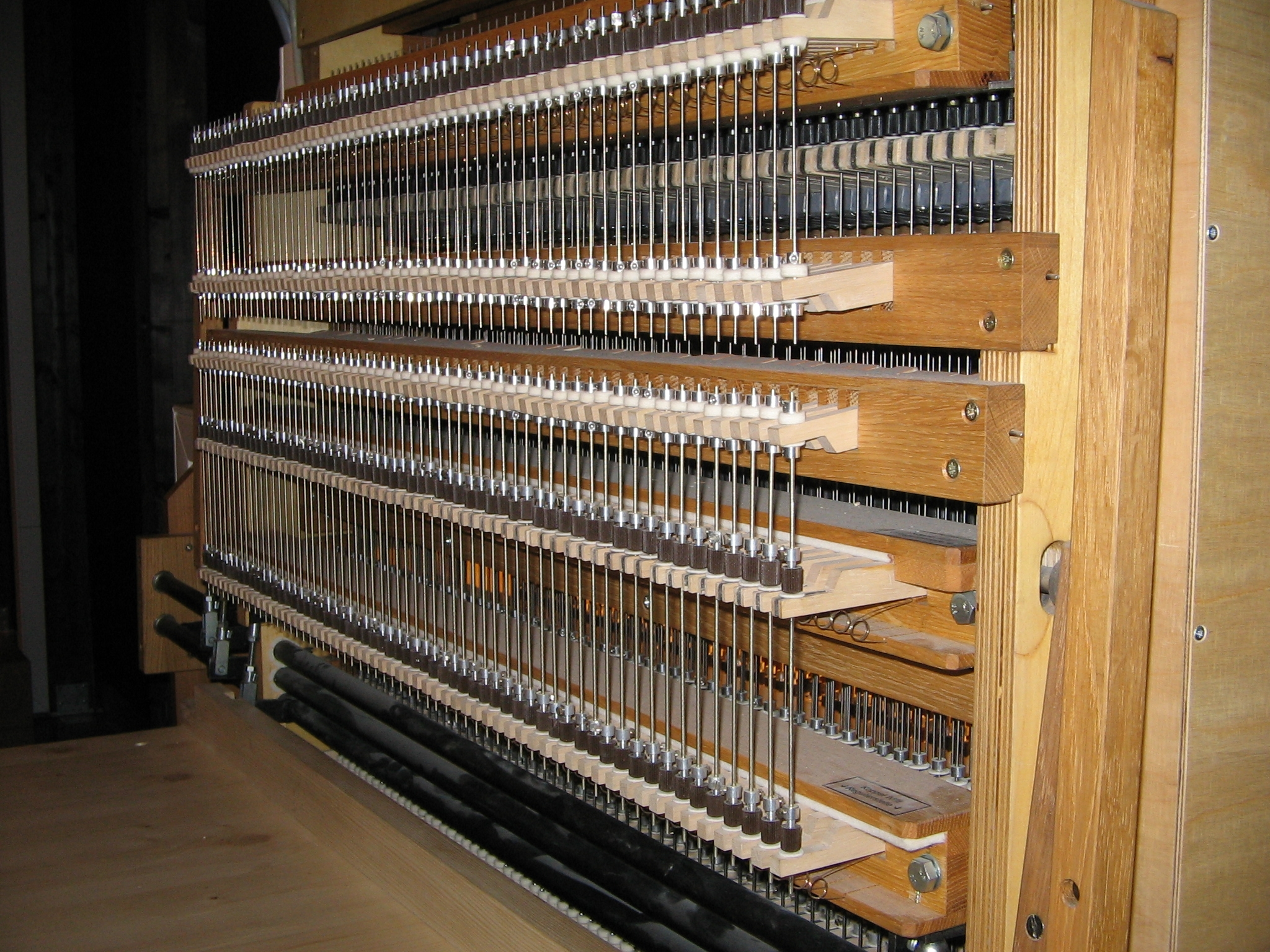
Mechanikus traktúra
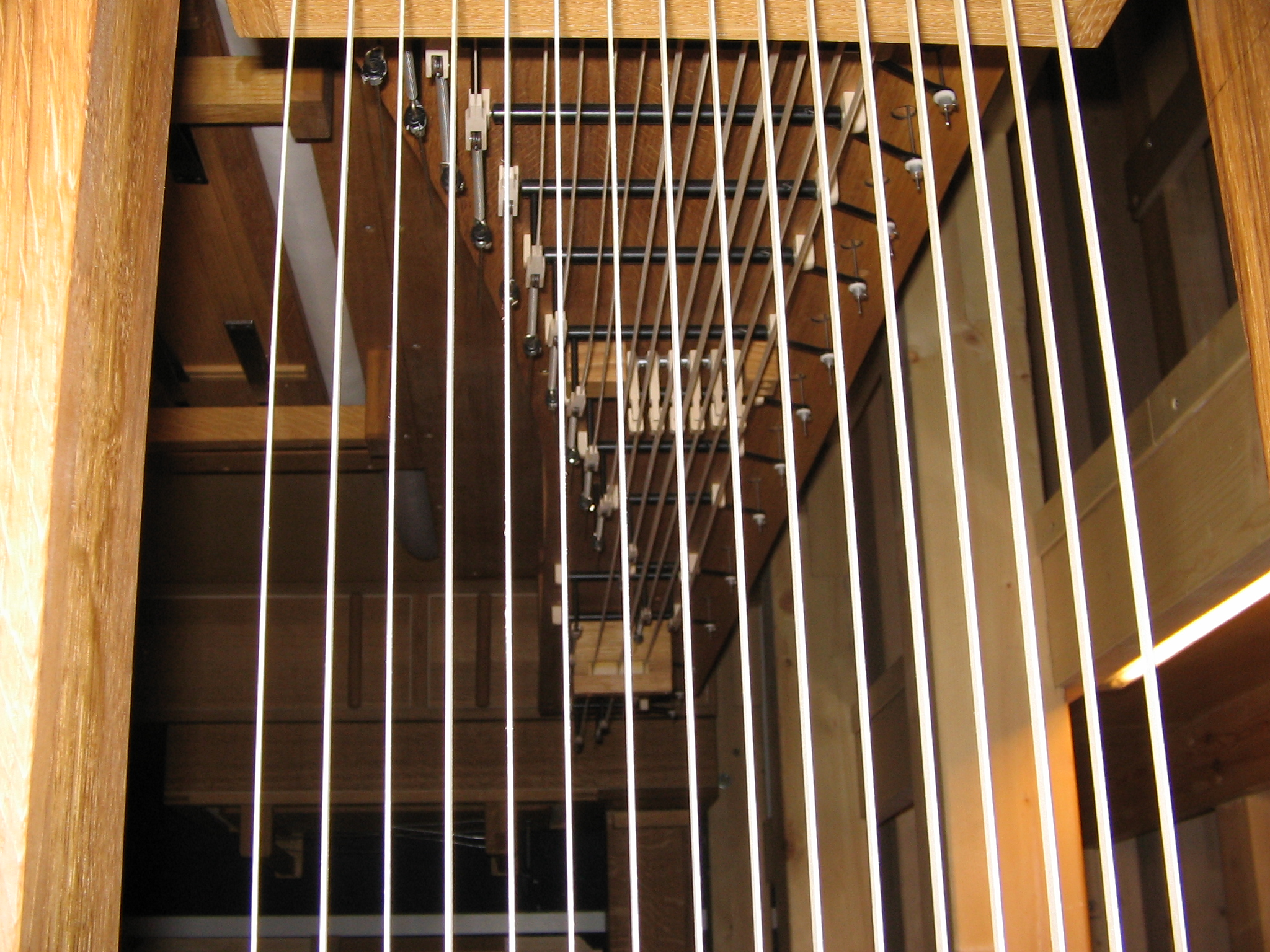
Homlokzati traktúra
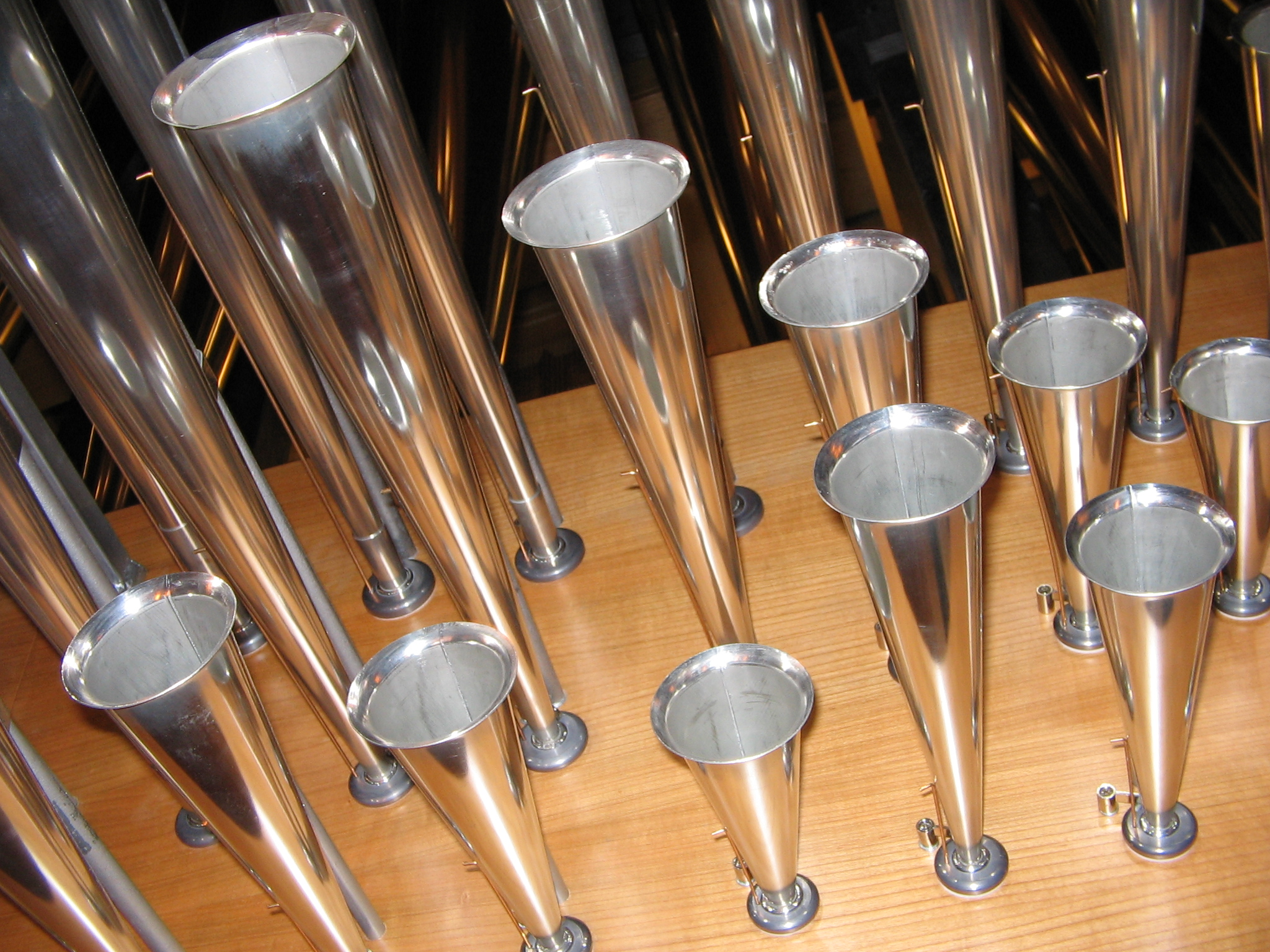
A spanyoltrombita-kar
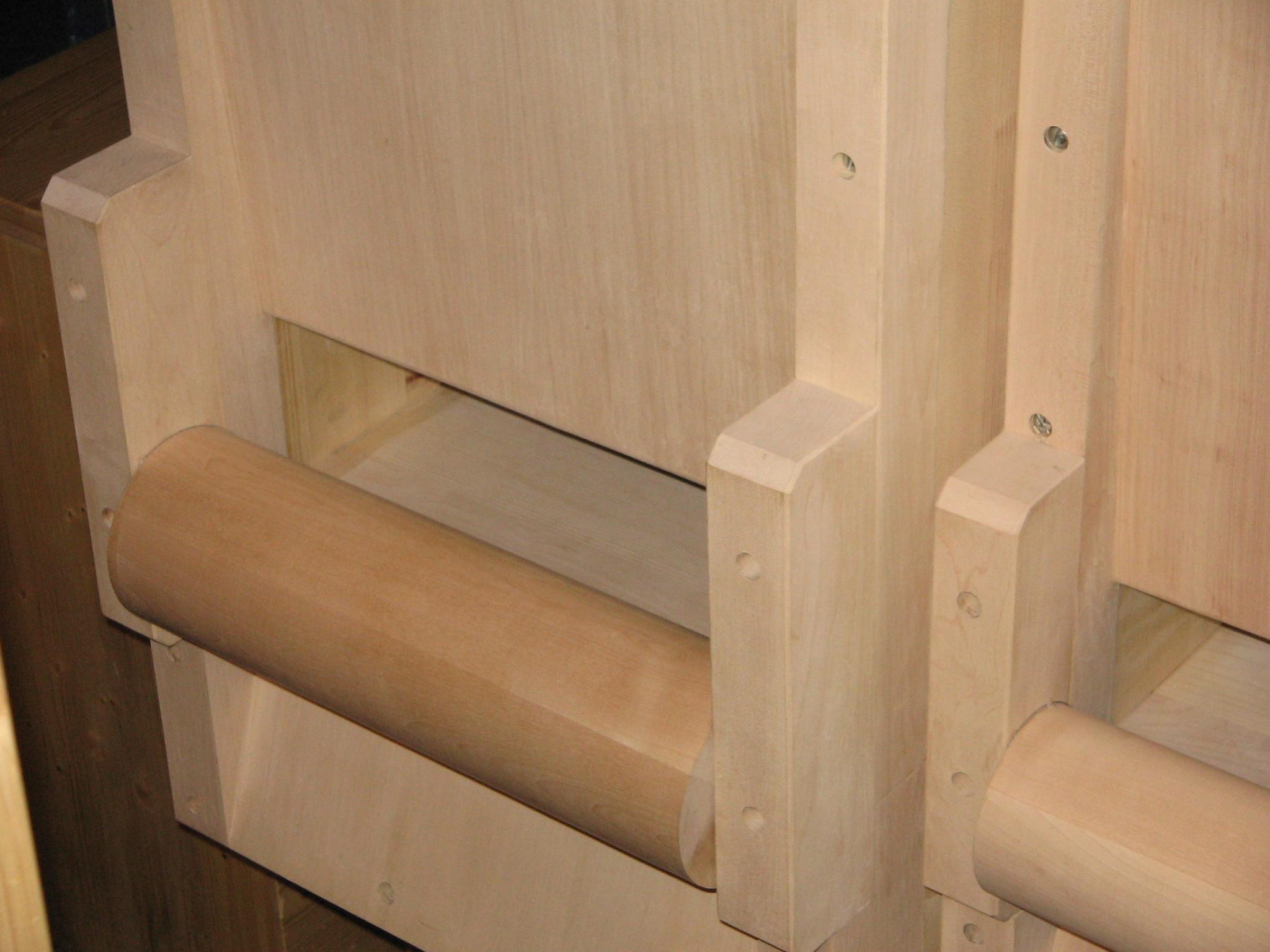
A legnagyobb síp sípszája (Majorbass 32')